# 兼山町
兼山町（かねやまちょう）は、岐阜県可児郡にあった町である。2005年に可児市に編入された。
現在の住所は可児市兼山となっている。

## 地理
面積の小さい町であり、合併時点で全国で2番目に小さい町であった。また、編入先の可児市には隣接していないため、飛び地となっている。平地は少なく、御嵩町との境となる南東側は山林となっている。
- 川：木曽川

### 隣接していた自治体
- 美濃加茂市
- 加茂郡 八百津町、御嵩町

## 歴史
- 1889年（明治22年）7月1日 町村制施行により兼山町が成立。
- 2005年（平成17年）5月1日 可児市に編入される。

### 教育
- 兼山町立兼山小学校（現 可児市立兼山小学校）- 卒業後は、隣の御嵩町内にある組合立共和中学校へ進学する。1948年6月まで兼山町立兼山中学校が存在したが、当校開校により廃校となった。

## 交通

### 鉄道路線
2001年9月30日までは名鉄八百津線が通っており、町内に兼山口駅と兼山駅があったが、廃止されている。
それ以降はYAOバスが代替交通機関として存在している。可児市への編入以降は可児市コミュニティバス（さつきバス）も乗り入れている。

### 道路
自動車専用道路
- 東海環状自動車道（町内にICはない。最寄ICは可児御嵩IC）

一般国道
- 東海環状自動車道(国道475号)を除き、町内に一般国道は通っていない。

主要地方道
- 町内に主要地方道はなし。

一般県道
- 岐阜県道351号御嵩川辺線
- 岐阜県道365号和知兼山停車場線
- 岐阜県道381号多治見八百津線

## 名所・旧跡・観光スポット・祭事・催事

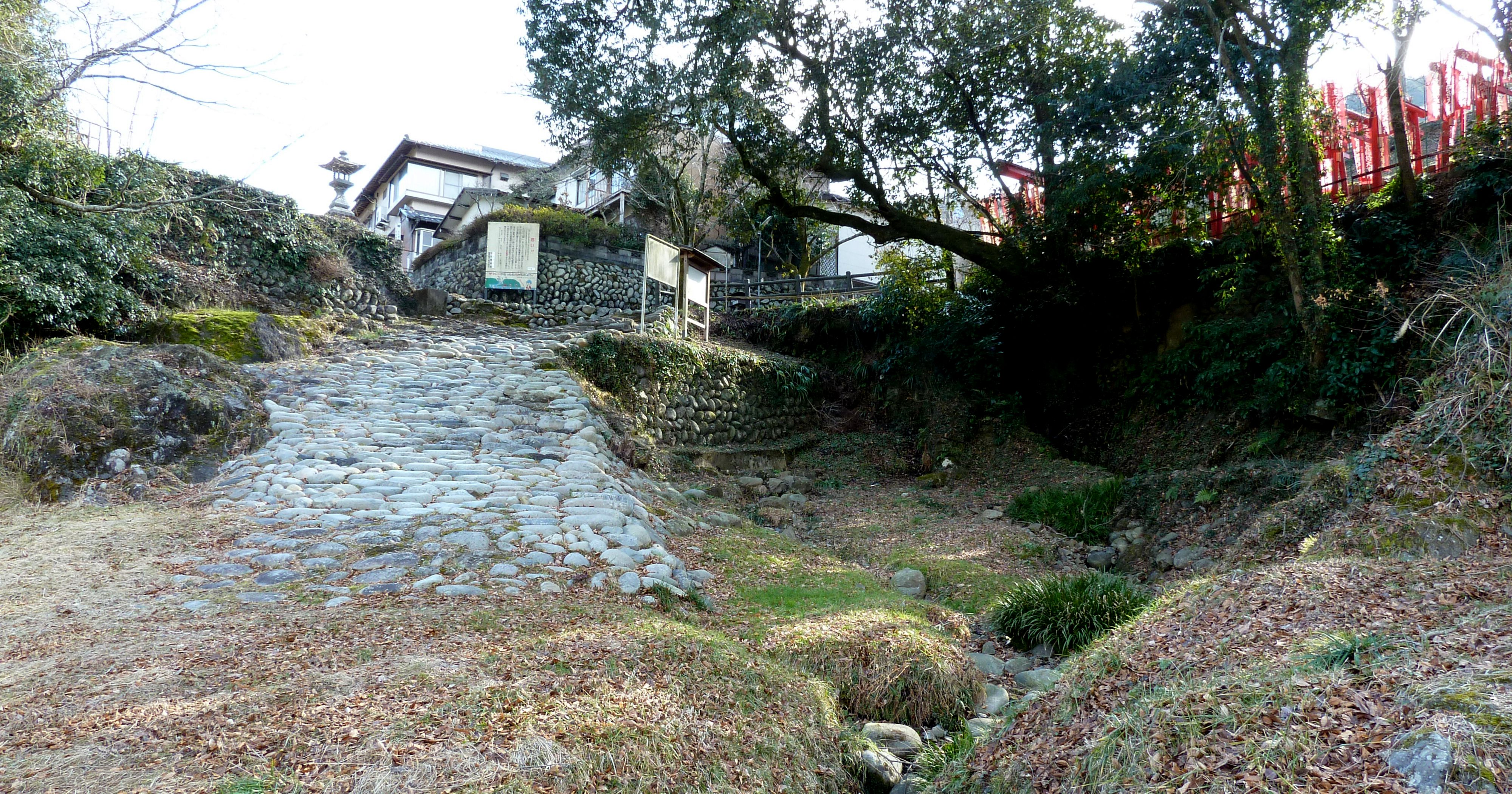
兼山湊(兼山港)跡

### 名所・旧跡
- 兼山城址
森蘭丸の父森可成が居城とした。岐阜県指定史跡となっている。
- 兼山湊(兼山港)跡
木曾川上流域唯一の商港。
- 可成寺
森家の菩提寺。
- 神照寺
兼山城の鬼門封じのため鎮民祈祷院として建立。
- 兼山瀞八丁
飛騨木曽川国定公園の一部。奇岩や絶壁が連なる。

### 祭事・催事
- 兼山まつり（貴船神社例祭）

## 出身有名人
- 小島康史 (映像作家、大学教授)

## その他
- 旧町内全域の郵便番号は合併前より505-0130。旧町内に集配局はなく、御嵩町の御嵩郵便局より配達される。7桁の郵便番号を導入当初は小字で郵便番号が分かれていたが、後に旧町内一円が現在の番号に統一された。
- 市外局番は可児市や美濃加茂市などと同じ0574（加茂MA）。
- 町内には以下の字が存在するが住所表記は兼山町のすぐ後に番地が来る形になっていた。
  - 秋葉台
  - 魚屋町
  - 魚屋東町
  - 下町
  - 常盤町
  - 本町
  - 宮町
  - 盛住町
  - 柳栄町